# Sporaderne
Sporaderne (græsk: Βορειές Σποράδες) er en øgruppe langs østkysten af Grækenland, nordøst for øen Evia i Ægæerhavet. Den består af 24 øer, hvoraf fire er befolket:
- Alónissos
- Skiathos
- Skópelos
- Skíros

Administrativt hører øerne til de græske periferier Thessalia og Centralgrækenland.
- Wikimedia Commons har flere filer relateret til Sporaderne

39°07′N 23°43′Ø / 39.12°N 23.72°Ø